# 體育基本法
《體育基本法》（日语：／ Supōtsu Kihonhō；平成23年法律第78號）是確定日本體育相關政策基本事項的法律。修訂自《體育振興法》（スポーツ振興法，昭和36年法律第141號），2011年6月24日公布，同年8月24日施行。